# Plexippus kondarensis
Plexippus kondarensis är en spindelart som först beskrevs av Dmitry Evstratievich Kharitonov 1951.  Plexippus kondarensis ingår i släktet Plexippus och familjen hoppspindlar. Inga underarter finns listade i Catalogue of Life.